# Марцио
Ма̀рцио (на италиански: Marzio; на ломбардски: Màac, Маак) е село и община в Северна Италия, провинция Варезе, регион Ломбардия. Разположено е на 728 m надморска височина. Населението на общината е 351 души (към 2017 г.).